# Nowoischim
Nowoischim (kasachisch Новоишим, russisch Новоишимское Nowoischimskoje) ist ein Ort in Kasachstan. Der Ort ist das Verwaltungszentrum des Audan Ghabit Müssirepow in Nordkasachstan.

## Geografie
Nowoischim liegt im Norden Kasachstans im Gebiet Nordkasachstan am Fluss Ischim. Der Ort befindet sich rund 240 Kilometer südwestlich von Petropawl und 170 Kilometer westlich von Kökschetau.

## Geschichte
Der Ort wurde 1914 gegründet und trug den Namen Kosyrnoje (Козырное). Bereits zehn Jahre später wurde der Ort in Aschanino (Ашанино) umbenannt. Die Entwicklung des Dorfes ging in den 1950er Jahren einher mit der sowjetischen Neulandkamapgne zur landwirtschaftlichen Entwicklung des nördlichen Kasachstan. 1962 erfolgte die Umbenennung in Trudowoi (Трудовой). Am 28. Mai 1969 wurde der Ort erneut umbenannt in Kuibyschew (Куйбышев); er war Verwaltungszentrum des gleichnamigen Rajon in der Oblast Koktschetaw.
Ab 1989 gab es zwei Orte: auf der einen Seite Kuibyschew (7497 Einwohner) und auf der anderen Seite Nowoischim (4643 Einwohner). Nach der Auflösung des Gebietes Kökschetau 1997 wurden die beiden Orte zusammengelegt und zum Verwaltungszentrum des Bezirks Zelino im Gebiet Nordkasachstan.

## Bevölkerung
Einwohnerentwicklung von Nowoischim:
| Einwohnerentwicklung | Einwohnerentwicklung | Einwohnerentwicklung | Einwohnerentwicklung | Einwohnerentwicklung | Einwohnerentwicklung |
| 1970                 | 1979                 | 1989                 | 1999                 | 2009                 |                      |
| -------------------- | -------------------- | -------------------- | -------------------- | -------------------- | -------------------- |
| 6.608                | 8.890                | 12.140               | 10.152               | 11.284               |                      |

## Söhne und Töchter des Ortes
- Aiqyn Qongyrow (* 1972), Politiker
- Bolat Schumabekow (* 1972), Politiker